# Hakea megadenia
Hakea megadenia (лат.) — кустарник или дерево, вид рода Хакея (Hakea) семейства Протейные (Proteaceae). Эндемик восточного побережья Тасмании и островов Фюрно близ побережья Тасмании. Цветёт с февраля по июль.

## Ботаническое описание
Hakea megadenia — прямостоячий кустарник или небольшое дерево высотой 2—5 м. Веточки густо покрыты сплюснутыми волосками. Тускло-зелёные листья имеют игольчатую или уплощённую форму длиной 3—13 см и шириной 1—2 мм, оканчиваясь острой вершиной. Соцветие на женских растениях имеет 1—8 цветков, а на мужских 3—14 цветков. Перекрывающиеся прицветники длиной 1,5—2 мм, стебель соцветия длиной 1—3 мм, волосатый и ржавого цвета. Цветоножка длиной 2—5 мм с белыми уплощёнными густыми шелковистыми волосками, простирающимися до беловатого околоцветника длиной 3—5 мм. Плоды S-образной формы, длиной 1,8—2,5 см и шириной 0,9—1,2 см. Цветки от белого до кремового цвета появляются в пазухах листьев с февраля по июль.

## Таксономия
Вид Hakea megadenia был описан Робин-Мэри Баркер в 1991 году и опубликована в Aspects of Tasmanian Botany — a tribute to Winifred Curtis. Видовой эпитет — от древнегреческих слов mega, означающего «большой», и aden, adenos, означающего «железа́», относящихся к длинной железе́ у этого вида.

## Распространение и местообитание
Hakea megadenia эндемичен для восточного побережья Тасмании и на группе островов Фюрно. На Тасмании растёт на более низких высотах в прибрежных районах, в речных кустарниковых зарослях или в более сухих лесах. На островах растёт на больших высотах с более длинными листьями и околоцветником и более крупными плодами.